# 양학동
양학동(良鶴洞)은 대한민국 경상북도 포항시 북구의 동이다. 양학동은 송림이 울창한 부학산으로 둘러싸인 천혜의 조건과 최근 포항시 신청사 이전으로 새로운 발전 잠재력을 가지게 되었다. 양학동에는 잘 다듬어진 부학산 등산로와 양학연당 선비의 기품을 갖춘 모감주나무 가로수길, 그리고 600년된 회화나무와 전체 인구의 85% 이상이 아파트 거주민들이다.

## 개요
양학동은 1966년 7월 15일 득량동과 학잠동을 통합하여 각 동의 이름을 따서 오늘의 양학동으로 이르게 되었다. 1975년 학잠주공단지 조성 이후 도시형 공동주택지구로 급속히 변모하여 현재는 아파트에 거주하는 주민이 전체 인구의 85%를 넘고 있다. 양학동의 자랑거리 로는 삼면이 울창한 송림으로 둘러싸인 쾌적한 주거환경과 8km에 이르는 등산로, 반도온천은 양학동을 비롯한 인근의 용흥동, 죽도2동. 상대1,2동. 해도1,2동 주민의 휴식과 건강증진을 위한 도시민의 쉼터로 사랑받고 있다. 또한 주변 산림과 어우러진 3,500평 규모의 축구장, 배구장, 게이트볼장, 배드민턴장을 고루 갖춘 생활체육운동장을 자랑거리로 들 수 있다.

## 연혁
- 조선시대 영일현 북면에 소속
- 1895년 5월 26일 군제실시에 의해 연일군 북면에 소속
- 1914년 3월 1일 면제가 실시되어 포항면에 편입
- 1931년 4월 1일 포항면이 포항읍으로 승격될 때 형산면에 소속
- 1949년 8월 15일 포항시로 승격. 포항시 편입
- 1966년 7월 15일 득량동과 학잠동을 합하여 양학동으로 오늘에 이르고 있음[3]

## 법정동
- 득량동(得良洞): 양학동 행정복지센터 소재지
- 학잠동(鶴岑洞)

## 교육 기관
| 학교명       | 소재지         | 비고 |
| ------------ | -------------- | ---- |
| 양학초등학교 | 북구 양학로 17 |      |
| 양학중학교   | 북구 이동로 63 |      |

## 공공 기관
| 기관명     | 소재지         | 비고 |
| ---------- | -------------- | ---- |
| 양학파출소 | 북구 양학로 17 |      |

## 금융 기관
| 기관명           | 소재지         | 비고 |
| ---------------- | -------------- | ---- |
| 신포항새마을금고 | 북구 양학로 41 |      |

## 주거
| 단지명                     | 건설사              | 시행사                                | 주소                 | 입주               | 비고                 |
| -------------------------- | ------------------- | ------------------------------------- | -------------------- | ------------------ | -------------------- |
| 득량 삼구트리니엔 시그니처 | ㈜삼구 삼구건설㈜   | ㈜삼구                                |                      | 2025년 12월 (예정) |                      |
| 학잠 보성                  | ㈜보성              | ㈜신우                                |                      | 1998년 10월        |                      |
| 학잠 대림힐타운            | 고려개발            | 학잠아파트 재건축조합                 | 북구 양학로34번길 14 | 1999년 12월        | 학잠주공1단지 재건축 |
| 득량동 이동삼성            | 삼성물산㈜ 건설부문 | 삼성물산㈜ 건설부문                   |                      |                    |                      |
| 양학 신원아침도시 퀘렌시아 | 신원종합개발        | 득량주공아파트 주택재건축정비사업조합 |                      |                    |                      |

## 간선 도로
| 구분 | 도로 이름                 |
| ---- | ------------------------- |
| 대로 | 새천년대로 (국도 제7호선) |
| 로   | 대이로, 양학로, 이동로    |
| 길   | 득량길, 방장산길          |